# Michaił Byczwarow
Michaił Jordanow Byczwarow (bułg. Михаил Йорданов Бъчваров; ur. 29 grudnia 1935 w Jambole, zm. 7 lipca 2009 w Sofii) – bułgarski lekkoatleta, sprinter.

## Lata młodości
W młodości trenował piłkę nożną w klubach DNA Jamboł i Lewski Sofia.

## Kariera lekkoatletyczna
W 1953 roku został włączony do bułgarskiej kadry narodowej. W 1958 zdobył 4 medale mistrzostw Bułgarii – na 100, 200 i 400 m oraz w sztafecie 4 × 100 m.
W 1960 roku wystartował na igrzyskach olimpijskich w biegu na 100 i 200 m, jednakże w obu konkurencjach odpadł w eliminacjach, zajmując w obu przypadkach 5. miejsce w swoim biegu. Dwukrotny brązowy medalista uniwersjady w biegu na 100 m: z 1957 i 1962. Dwukrotnie startował na mistrzostwach Europy: w 1958 odpadł w półfinale biegu na 100 i 200 m, natomiast w 1962 był 5. w sztafecie 4 × 100 m oraz odpadł w półfinale biegu na 100 m.
Mistrz Bałkanów w biegu na 100 m z 1957, 1958, 1960, 1963 i 1964 oraz na 200 m z 1957, 1958 i 1960. Zdobywał też mistrzostwo Bałkanów w sztafecie 4 × 100 m – ma łącznie 15 tytułów tej imprezy. Reprezentant kraju w zawodach Pucharu Europy. 28 razy wygrywał mistrzostwa Bułgarii. Zasłużony Mistrz Sportu Bułgarii. Wielokrotnie ustanawiał rekordy Bułgarii w biegach sprinterskich.

## Dalsze losy
W latach 1960–1966 i 1980–2002 był wykładowcą w katedrze lekkoatletyki na Narodowej Akademii Sportowej im. Wasiła Lewskiego, a w latach 1995–1998 był kierownikiem tej katedry. W latach 1971–1987 był prowadzącym programu „Byrzi, smeli, sryczni” (bułg. Бързи, смели, сръчни), emitowanego w Bułgarskiej Telewizji Narodowej. W latach 1982–1986 był trenerem kadry narodowej sprinterów. W 1994 odpowiadał za przygotowanie kondycyjne piłkarskiej reprezentacji Bułgarii, która zajęła 4. miejsce na mistrzostwach świata. Za to osiągnięcie został odznaczony orderem Stara Płanina II stopnia. Zasłużony Trener Bułgarii; przygotował 12 zasłużonych mistrzów sportu, 123 mistrzów Bułgarii i 7 rekordzistów Bułgarii, nie tylko w sprintach oraz biegach z przeszkodami, ale też w biegach średniodystansowych. Wydał ponad 200 publikacji, był promotorem 9 doktoratów. Został również odznaczony złotym, srebrnym i brązowym Narodowym Orderem Pracy oraz medalem 1300-lecia Bułgarii.
Ostatnie lata życia spędził w Prawcu. Zmarł 7 lipca 2009 w Sofii. Pochowany został 3 dni później w Prawcu.

## Życie osobiste
Miał starszego brata Dimczo oraz syna Bojana.